# Saverio Tommasi
Saverio Tommasi (Firenze, 24 gennaio 1979) è un giornalista italiano; nelle sue opere, tratta principalmente temi legati ai diritti umani e civili.

## Biografia

### Attività teatrale
Diplomatosi nel 1999 all'Accademia d'Arte Drammatica dell'Antoniano di Bologna, lavorò inizialmente in teatro collaborando dal 2001 al 2004 con i Chille de la balanza. Nel 2004 fondò la Compagnia Teatrale Saverio Tommasi, con la quale per una decina d'anni girò l'Italia portando sulla scena spettacoli su tematiche di particolare attualità politica e sociale. Un suo contributo sul teatro di narrazione è incluso nel libro Teatro civile: nei luoghi della narrazione e dell'inchiesta di Daniele Biacchessi. Nel 2005 aprì la Cabina Teatrale, un piccolo monolocale a Firenze dove si tennero, fino al 2011, spettacoli teatrali, inaugurazioni, mostre, dibattiti e incontri.

### Attività giornalistica
Nel 2012 Tommasi iniziò la sua collaborazione, a tutt'oggi ancora attiva, con Fanpage.it, giornale online su cui pubblica sia articoli scritti che video reportage. Spesso presente in eventi e manifestazioni di piazza legate a tematiche di attualità divisive dell'opinione pubblica (es. movimento pro-life o associati ad ambienti cattolici, No Vax/No Green pass, movimenti neofascisti, massoneria, ecc.), ha subito in varie occasioni aggressioni da parte dei manifestanti.

### Attività editoriale
Tommasi ha scritto diversi libri: nel 2003 Non ho votato Berlusconi, un libro ironico sulle bugie e sulla corruzione dell'Italia negli anni 2000, nel 2009 Voltagabbana: i mestieranti della politica che hanno cambiato l'Italia. In peggio, in cui ricostruisce le storie di decine di politici che hanno avuto un impatto sulla storia italiana, nel 2010 Georgofili, una via una strage tratto dall'omonimo spettacolo teatrale sulla strage di via dei Georgofili e sulle stragi mafiose anni '90, nel 2011 La messa non è finita - processo per 'smisurato' amore a don Alessandro Santoro, tratto dall'omonimo spettacolo teatrale sulla storia di don Alessandro Santoro, un sacerdote di Le Piagge che ha sposato Sandra Alvino, donna nata uomo, e Fortunato Talotta, successivamente sollevato dall'incarico dall'arcivescovo Giuseppe Betori, nel 2012 Cambio lavoro, in cui racconta storie di diversi lavoratori dell'Italia contemporanea, nel 2013 Gesù era ricco: contro Comunione e Liberazione, un'indagine su Comunione e Liberazione, nel 2018 Siate ribelli, praticate gentilezza, una lettera alle figlie in cui tratta temi quali la tolleranza, i diritti dei più deboli, la lotta per l'uguaglianza, la denuncia di qualunque forma di razzismo e fascismo, i pericoli della rete, nel 2019 Sogniamo più forte della paura, una favola in cui racconta la storia di un’adolescente e della sua strampalata famiglia, nel 2021 In fondo basta una parola, un saggio sull'utilizzo della comunicazione attraverso l'analisi di 50 parole.

### Attivismo
Nel 2019 ha ideato e fondato l'onlus Sheep Italia, attiva nella promozione dei diritti umani e di cui è anche presidente. Tra i progetti dell'associazione vi è la realizzazione e la successiva distribuzione di coperte di lana a persone senza fissa dimora, l'offerta di progetti di formazione a soggetti in difficoltà (donne in situazioni di fragilità, ospiti di centri di accoglienza o di salute mentale), finalizzati all’insegnamento di cucito e lavoro a maglia e all’ottenimendo di attestati che ne facilitino l'ingresso nel mercato del lavoro.

## Vita privata
Tommasi ha una sorella, è sposato con Beatrice e ha due figlie, Caterina, nata nel 2012 e affetta da neurofibromatosi, e Margherita Laila Didala, nata nel 2015, chiamata così in onore delle partigiane Annita Malavasi, detta Laila, e Didala Ghilarducci.

## Premi
- Premio "Firenze per le culture di Pace", per lo spettacolo Uguali a chi? Omocausto, un dramma dimenticato[22]
- Premio CILD per le libertà civili - Miglior giornalista italiano — Coalizione Italiana Libertà e Diritti Civili, 4 dicembre 2018[23]

## Opere

### Spettacoli
- Georgofili, una via una strage (2007), sulle stragi mafiose degli anni '90, da cui è stato tratto l'omonimo libro con prefazione di Rita Borsellino.[24] Nel 2009 Radio Toscana censurò lo spot radiofonico per lo spettacolo.[25]
- Uguali a chi? Omocausto, un dramma dimenticato (2010), sulla storia degli omosessuali nella Germania nazista e durante l'Olocausto
- Cambio lavoro (2011), in cui racconta varie esperienze di lavoratori nell'Italia contemporanea
- La mafia (non) è uno spettacolo (2012), scritto a quattro mani con l’ex-procuratore nazionale antimafia Piero Luigi Vigna.[26]

### Libri
- Non ho votato Berlusconi, Comicus, 2003, ISBN 88-900934-0-4, OCLC 955526025.
- Voltagabbana: i mestieranti della politica che hanno cambiato l'Italia. In peggio, Scipioni, 2009, ISBN 8883641256.
- Georgofili, una via una strage, Fegato Editore, 2010, ISBN 8883641256.
- La messa non è finita - processo per 'smisurato' amore a don Alessandro Santoro, Edizioni Piagge, 2011, ISBN 8897182062.
- Cambio lavoro, Fuori Binario, 2012, ISBN 8883641256.
- Gesù era ricco: contro Comunione e Liberazione, Aliberti Editore, 2013, ISBN 978-88-6626-050-9, OCLC 1090178432.
- Siate ribelli, praticate gentilezza, Sperling & Kupfer, 2018, ISBN 978-88-6836-445-8, OCLC 1153220749.
- Sogniamo più forte della paura, Sperling & Kupfer, 2019, ISBN 978-88-6836-569-1, OCLC 1141547075.
- In fondo basta una parola, Feltrinelli Editore, 2021, ISBN 978-88-07-49296-9, OCLC 1260631095.

### Film
- Diodi - Storie partigiane (2015)

### Altre pubblicazioni
- Uguali a chi? Omocausto, un dramma dimenticato, testo teatrale vincitore del "Premio letterario Firenze per le culture di Pace" nel 2010[22]